# Perride
Perride (in greco antico: Περρίδαι?, Perrídai) era una località dell'antica Attica accorpata al demo di Afidna. Insieme a questo e alle cittadine di Tirgonide e Titacide fu trasferita dalla tribù Aiantide alla Tolemaide, nonostante il lessicografo Esichio di Alessandria, erroneamente, la attribuisca alla tribù Antiochide.
In età romana Perride divenne un demo indipendente, e perciò è da considerarsi come un demo spurio.